# ISNS
Internet Storage Name Service (iSNS) は、IP-SAN(iSCSIを用いたSAN)におけるストレージデバイスのネームサービス、および、そのプロトコルである。
iSNSにより、iSCSIデバイスの検出、管理、および構成を自動化することができる。
RFC 4171: Internet Storage Name Service (iSNS) がこのプロトコルを定義している。

## 動作概要
- iSNSサーバは、そのデータベースにiSCSIデバイスのネーム情報を保存する。
- iSNSクライアントによるデータベース照会や登録などの各種要求に、iSNSサーバが応答する。
- 状態変化通知 (SCN)サービスを使用すると、iSNSデータベースの変更がiSNSクライアントに通知される。

## iSCSIイニシエータによる使用
iSCSIイニシエータは、iSCSIターゲットデバイスを検出するためにiSCSIサーバに照会する。
状態変化通知(SCN)を利用すると、ターゲットがネットワークから削除されたり、新しいターゲットが追加された場合に
その通知を受けることができる。

## iSCSIターゲットによる使用
iSCSIターゲットは、iSNSサーバに自身のネーム情報を登録する。
それにより、iSCSIイニシエータによる検出が可能となる。
状態変化通知(SCN)を利用すると、イニシエータがネットワークから削除されたり、新しいイニシエータが追加された場合に
その通知を受けることができる。
また、エンティティ状態の照会(ESI)を利用すると、ターゲットデバイスが利用可能かをiSNSサーバが定期監視する。

## 実装
- マイクロソフト
- etc.

## 外部参照
- RFC 4171